# Лион, Михаил Ефремович
Михаил Ефремович Лион (с 1910 года — Михаил Дмитриевич, при рождении Ми́хель Фро́имович Лио́н; 22 мая 1851, Кишинёв, Бессарабская область — 1915, Санкт-Петербург) — русский врач-психиатр и невролог, учёный-медик, публицист и переводчик.

## Биография
Родился 22 мая (по старому стилю) 1851 года в Кишинёве в семье люблинского купца, адвоката Фроима Михелевича Лиона (1825—?), члена Бессарабской коммерческой судебной палаты, и Гелы Янкелевны Лион (в девичестве Эйхенбаум, 1834—?). Внук математика и педагога Я. М. Эйхенбаума. Отец начинал как учитель Кишинёвского еврейского училища, затем занялся книготорговлей и мануфактурой оборудования для контор, был приписан к купеческому сословию, позже стал стряпчим коммерческого суда. Семья жила в Кишинёве в собственном доме на Харлампиевской улице.
В 1860—1868 годах учился в Кишинёвской губернской гимназии (окончил с серебряной медалью). Окончил медицинский факультет Императорского Московского университета (1874). В 1875—1876 годах был земским врачом Бердянского уезда Таврической губернии, в 1876—1883 годах работал в Бессарабской губернской земской больнице в Кишинёве (в 1881—1883 годах ординатор), где основал терапевтическую земледельческую колонию для психически больных — первое учреждение такого рода (этот опыт был описан в «Записке об устройстве земледельческой колонии для психически больных при Бессарабской губернской земской больнице», 1882).
В 1880-е годы практиковал как специалист по нервным и душевным болезням в Одессе на Екатерининской улице, дом № 30, Еврейской улице, № 9, и в Одесской психиатрической больнице; член Новороссийского общества естествоиспытателей. Согласно Российским медицинским спискам, в 1890 году стажировался в Москве, в 1891—1892 годах в Бердянске, затем вновь вольнопрактикующий врач в Москве, в 1897 году работал в Губернской земской больнице Владимирской губернии, в 1898 году в Москве.
С 1899 до 1908 года был помощником директора Самарской земской психиатрической больницы (Больница душевно-больных Самарского губернского земства).
Основные труды посвящены лечению эпилепсии, психических заболеваний, вопросам социальной гигиены, организации психиатрической помощи, сексологии.
Публиковался в различных специализированных периодических изданиях («Журнал медицинской химии и органотерапии», «Врач», «Домашний доктор», «Архив психиатрии, нейрологии и судебной психопатологии»). Был сотрудником популярных медицинских изданий — «Практического врача», газеты «Фельдшер» и «Литературно-медицинского журнала» доктора Б. А. Окса.
Предложил собственный метод лечения эпилепсии разработанным профессором Пёлем препаратом Церебрин (1900), в дальнейшем усовершенствованный другими специалистами.
В последние годы жизни (с 1905 года и с 1908 года постоянно) был директором собственной лечебницы для эпилептиков (падучных) на Петербургской стороне в Санкт-Петербурге (Большой проспект, № 6—8, затем Геслеровский переулок, № 23, и Каменноостровский проспект, № 29), где использовал эту методику лечения.
Автор «Словаря практических медицинских знаний для помощников врачей» (1905, 500 с.), который первоначально публиковался как рубрика в «Медицинском журнале» Бориса Окса в 1902—1904 годах; «Справочной книги для врачей» в 6 выпусках, посвящённых лечению детских, инфекционных и венерических заболеваний и фармакотерапии (1894—1896); «Частной патологии и терапии нервных болезней» (1900, 186 с.); «Чтений по практической психиатрии для помощников врачей» (1900, 213 с.).
Перевёл на русский язык ряд научных и популярных медицинских монографий, а также книг по истории с французского, английского и немецкого языков.

## Семья
- Братья — Иосиф Ефремович Лион (1854—1926)[12], гражданский инженер; Соломон (Сергей) Ефремович Лион (1856—1936), присяжный поверенный, народоволец, прозаик и публицист[13]. Сестра[14] — Фаня Ефремовна (Ефраимовна, Еремеевна) Лион (1858—?), 2 июня 1885 года в Одессе вышла замуж за врача Леона Ароновича Галку (1855—?)[15], с 1888 года работала врачом Бессарабского земства[16], с 1909 года земским врачом в Городце Лужского уезда[17], в 1920-е годы — врачом посёлка Струги Красные[18]. Сестра — София Ефремовна Волкенштейн (1862, Кишинёв — 4 января 1940, Вюлен), с 15 января 1884 года была замужем за присяжным поверенным, кадетом Львом Филипповичем Волкенштейном[19].
- Первая жена — Эсфирь Лион (1857—1882), умерла от туберкулёза 22 января 1882 года в Кишинёве.
- Сын (от второго брака) — Марк Михайлович Лион (1887, Одесса — ?), переводчик на французский язык в Совинформбюро, сотрудник коминтерна, по профессии врач; его внук — Псой Короленко (Павел Эдуардович Лион), автор-исполнитель, филолог[20][21].
- Двоюродный брат — Абрам Львович Лион (1840—1899), директор казённой Талмуд-торы в Кишинёве и Бендерах, журналист, редактор газеты «Южное слово», автор серии выпусков «Хроника умственного и нравственного состояния кишинёвских евреев (1773 г. по 1890 г.) и обзор еврейских благотворительных учреждений в Бессарабской губернии» (Вып. 1—4. Кишинёв: Типо-литография С. Лихтмана, 1891—1892. — 32, 34, 32, 32 с.).

## Публикации
- Записка об устройстве земледельческой колонии для психически больных при Бессарабской губернской земской больнице. Кишинёв: Типография Бессарабского земства, 1882. — 54 с.
- В сумасшедшем доме: об улучшении положения душевнобольных в одесской психиатрической больнице. Одесса: Типография П. Францова, 1885. — 13 с.
- Тип земской психиатрической лечебницы и приюта. СПб: Типография М. М. Стасюлевича, 1887. — 10 с.
- Холера, отчего она происходит, как распространяется и как бороться с нею. Общедоступный очерк, составленный по новейшим источникам (Пастеру, Мечникову, Коху и др.). М.: Универсальная типография, 1892. — 28 с.
- Справочная книга для врачей. Выпуски 1—6 (Лечение дифтерии; лечение дизентерии; лечение коклюша; лечение лёгочной чахотки; новейшие лекарства; новые лекарства; лечение перелоя и его осложнений; лечение шанкра и сифилиса; Как лечили холеру в 1892—1893 году; лечение брюшного тифа, рожи и крупозной пневмонии; лечение дифтерии кровяной сывороткой; инфлюэнца, рак, малярия). М.: Лито-типография И. Н. Кушнарев и К°, 1894—1896.
- Беседа врача с крестьянами об оспе. Киев: С. В. Кульженко, 1898. — 19 с.
- Постельное содержание. Из наблюдений психиатра. СПб: Типография М. И. Акинфиева и И. В. Леонтьева, 1898. — 21 с.
- Первая помощь при состояниях психического возбуждения. СПб: Типография Я. Трей, 1899. — 23 с.; Самара: Земская типография, 1899. — 20 с.
- Частная патология и терапия нервных болезней. Составил д-р Лион, помощник директора психиатрической больницы Самарского губернского земства. СПб: «Медицинский журнал» д-ра Б. А. Окса, 1900. — 186 с.
- Чтения по практической психиатрии для помощников врачей. Д-ра Лиона, помощника директора Психиатрической больницы Самарского губернского земства. СПб: Издание д-ра Окса, 1900. — 213 с.
- Новый спосов лечения падучей (предварительное сообщение). СПб: Типография Я. Трей, 1901; СПб: Типография Императорской Академии наук, 1902. — 8 с.
- Дальнейшие наблюдения над терапевтическим действием Cerebrini — Poehl. СПБ: Типография Академии наук, 1902.
- Половая жизнь человека. Общедоступные чтения в Самарском доме трудолюбия. СПб.: «Медицинский журнал» д-ра Окса, 1903. — 80 с.
- Третье сообщение о применяемом мною способе лечения падучей. Церебрин у эпилептиков. СПб: Типография Императорской Академии наук, 1903. — 9 с.
- Отчёт о моих наблюдениях над лечением эпилепсии, произведённых в Больнице душевно-больных Самарского губернского земства с июля 1901 по январь 1904 года. СПб: Типография Императорской Академии наук, 1905. — 32 с.
- Словарь практических медицинских знаний для помощников врачей. СПб: «Медицинский журнал» д-ра Окса, 1905. — 500 с.
- Мой способ лечения эпилепсии. Д-ра Лиона, директора лечебницы для эпилептиков в С.-Петербурге. СПБ, 1906. — 7 с.
- Невинная молодёжь. Половое воздержание молодых мужчин. СПб: «Литературно-медицинский журнал» д-ра Окса, 1908—1909. — 84 с.
- Самооборона организма в борьбе с болезнями и средства, предлагаемые современной наукой для повышения способности организма противостоять болезням и исцеляться от них. С предисловием проф. Д. Л. Романовского «Несколько слов о рациональной органотерапии». СПб: Журнал медицинской химии и органотерапии, 1910. — 176 с.
- Половая жизнь человека. Очерк по сочинению проф. August’а Forel’я «Die sexuelle Frage». СПБ: Литературно-медицинский журнал д-ра Окса, 1907—108 с.; Библиотека «Домашнего доктора», № 2. СПб: Б. А. Окс, 1914. — 108 с.

## Переводы
- Феликс Нимейер. Руководство к частной патологии и терапии с обращением особенного внимания на физиологию и патологическую анатомию, вновь обработанное доктором Eug. Seitz’ом, ординарным профессором патологии и терапии и директором Медицинской клиники в Гессенском университете / Dr. Felix von Niemeyer, покойный орд. проф. патологии и терапии в Тюбингене; Пер. с 10-го изм. и доп. нем. изд. Михаил Лион. Т. 1—4. СПб: Н. П. Карбасников, 1881.
- Роберт фон Пфунген. О расстройствах ассоциаций / Пер. с нем. М. Е. Лиона. Харьков: редакция журнала «Архив психиатрии, нейрологии и судебной психопатологии», 1885. — 200 с.
- Теодор Мейнерт. Психиатрия: клиника заболеваний переднего мозга, основанная на его строении, отправлениях и питании / пер. М. Е. Лиона. Харьков: редакция журнала «Архив психиатрии, нейрологии и судебной психопатологии», 1885.
- Георг Эдуард Риндфлейш. Руководство патологической гистологии со включением патологической анатомии. М.: изд. тип. А. А. Карцева, 1888. — 839 с.
- Норман Керр[англ.]. Пьянство, его причины, лечение и юридическое значение / пер. К. Н. Ковалевской и М. Е. Лиона. Харьков: журнал «Архив психиатрии, нейрологии и судебной психопатологии», 1889. — 336 с.
- Эрнст фон Лейден. Предсказание при болезнях сердца / Пер. д-ра М. Е. Лиона. М.: А. А. Карцев, 1889. — 39 с.
- Гуго Вильгельм Цимсен. Наука и практика в последние 50 лет / Пер. д-ра М. Лиона. М.: А. А. Карцев, 1890. — 37 с.
- Хуго Вильгельм фон Цимссен. Лечение плеврита / Пер. д-ра М. Лиона. М.: А. А. Карцев, 1891. — 36 с.
- Адольф Багинский. Учебник детских болезней для врачей и студентов / Пер. с 3-го, знач. доп. и испр. изд., д-ра М. Лиона. М.: А. А. Карцев, 1891. — 724 с.
- Терапевтический словарь для практических врачей, издаваемый редактором «Wiener medicinische Presse» д-ром Bum’ом при содействии доц. д-ра С. Breus, д-ра A. Eitelberg и др. / Пер. д-ра М. Лиона. М.: А. А. Карцев, 1892.
- Хуго Вильгельм фон Цимссен. Упражнение и отдых нервной системы; Частное и общественное попечение о выздоравливающих / Пер. д-ра М. Лиона. М.: А. А. Карцев, 1893. — 23 с.
- Людвиг Герман Эйхгорст. Руководство к физическим методам исследования внутренних болезней / Пер. с 3 нем. изд. д-ра М. Лиона. М.: А. А. Карцев, 1893. — 704 с.
- Эрнст Фингер[нем.]. Перелой половых органов и его осложнения / Пер. с нем. д-ра М. Е. Лион. — 3-е изд., знач. увелич. и обработ. согласно новейшим науч. воззрениям и на основании многочисл. наблюдений и исслед. авт. М.: А. А. Карцев, 1894. — 358 с.
- Томас Лаудер Брэнтон[англ.]. Руководство фармакологии и терапевтики / Lauder Brunton; Пер. с 3-го англ. изд. Михаил Лион. М.: А. А. Карцев, 1895. — 832 с.
- Альфред Прибрам[нем.]. Основы терапии / пер. с нем. оригинала, напечатанного в Prager Medicinische Wochensch за 1894 год, Михаил Лион. М.: изд. А. А. Карцева, 1895. — 194 с.
- Юлий Бернштейн. Учебник физиологии животного организма и в частности человека / Пер. д-ра М. Лиона. М.: А. А. Карцев, 1895. — 773 с.
- Фармакология и токсикология / Сост.: Prof. Dr. C. Arnold, Dr. Ph. Biedert, Doc. Dr. J. Brandl и др.; Пер. с нем. д-р М. Е. Лион и др.; Под ред. д-ра Б. А. Окса. СПб: издание д-ра Б. А. Окс и переводчиков, 1895. — 916 с.
- Анри Барт. Терапия болезней дыхательных органов / Пер. с фр. д-ра М. Лиона. М.: А. А. Карцев, 1896. — 208 с.
- Адольф Штрюмпель. Руководство к частной патологии и терапии внутренних болезней: Болезни мочевых органов; Болезни органов движения; Конституциональные болезни; Отравления / Пер. с 9-го нем. изд. д-ра М. Лиона. М.: А. А. Карцев, 1896. — 273 с.
- Герман Нотнагель. Руководство фармакологии / Пер. с 7 нем. изд. д-р М. Лион. М.: А. А. Карцев, 1896. — 815 с.
- Рудольф Вирхов. Столетие общей патологии (По поводу столетнего юбилея Медико-хирургического института Фридрих-Вильгельма в Берлине) / Пер. М. Лион. СПб, 1899. — 52 с.
- Иоганн Ранке. Человек / Пер. со 2-го вновь перераб. и доп. нем. изд. д-ра мед. М. Е. Лиона. т. 1—2. СПб: Просвещение, 1901, 1903, 1904 и 1905.
- История человечества. Общее введение; Доисторический период; Америка; Тихий океан / Соч. Профессоров: К. Вейле, Э. Вильчека, Г. Гельмольта и др.; Пер. д-ра М. Е. Лиона. СПб: Просвещение, 1902. — 610 с.
- Вильгельм Ганке. Происхождение животного мира: с 1 картой в красках, 469 художественными иллюстрациями в тексте, 9 резанными на дереве черными картинами и 11 хромолитографиями Р. Коха, В. Кунерта и Г. Мютцеля / пер. с нем., с разреш. изд. ориг., д-ра М. Е. Лиона под ред. проф. Ю. Н. Вагнера. — 3-е изд. со стереотипа. СПб: Просвещение, 1903. — 634 с.
- Франц Меринг. История германской социал-демократии / 8 т.: Реакционные последствия Мартовской революции / Пер. с послед. нем. изд. д-ра М. Е. Лиона. СПб: товарищество «Просвещение», 1907. — 238 с.
- Герман Август Детерман. Вегетарианский образ жизни: Лекция, читанная 20 января 1909 г. в Обществе естествоиспытателей в г. Фрейбурге, прив.-доц. д-р мед. Детерманом / Пер. с рукописи, разреш. авт., д-ра М. Е. Лиона. СПб: К. Л. Риккер, 1909. — 36 с.
- Михаэль Платен. Новый способ лечения: Лечение целебными силами природы, руководство для устройства жизни согласно законам природы для сохранения здоровья и для лечения без помощи лекарств. Настольная книга для здоровых и больных. Т. 4 (дополнительный): Сост. по новому нем. изд., соверш. перераб. и доп. известными врачами, гигиенистами и педагогами / Пер. д-ра М. Е. Лиона. Берлин: Бонг и К°, 1909. — 671 с.
- У. Симпсон[англ.]. Лекции о чуме / Пер. с англ. д-ра М. Д. Лиона. СПб: «Литературно-медицинский журнал» д-ра Окса, 1911. — 32 с.